# Chrysopa metanotalis
Chrysopa metanotalis är en insektsart som beskrevs av Navás 1924. Chrysopa metanotalis ingår i släktet Chrysopa och familjen guldögonsländor. Inga underarter finns listade i Catalogue of Life.